# Bridgend Ravens
El Bridgend Ravens Rugby Football Club es un equipo de rugby de Gales con sede en la ciudad de Bridgend.
Participa anualmente en la Super Rygbi Cymru, el torneo profesional de rugby de Gales.

## Historia
Fue fundada en 1878, desde el año 1990 participa en la Premiership, el principal torneo de Gales, en el cual ha logrado un campeonato.
En la Liga Celta, en la que participó en la temporada 2001-02 y 2002-03, es representado desde el 2003 por el equipo Ospreys.
Durante su larga historia ha conseguido derrotar a diferentes representativos nacionales como el caso de la selección de Australia y Samoa.

## Palmarés
- Premiership (1): 2002-03.
- Copa de Gales (3): 1979, 1980, 2015.
- Campeonato de Gales no oficial (5): 1963-64, 1965-66, 1969-70, 1970-71, 1980-81.